# 클레어 폴리
클레어 폴리(Clare Foley, 2001년 9월 24일 ~ )는 미국의 배우이다.